# IBM Internet Security Systems
IBM Internet Security Systems, прежде Internet Security Systems, и часто известны просто как ISS или ISSX — поставщик программного обеспечения безопасности, основанный в 1994 году. Компания была приобретена IBM в 2006 году.

## История
В 1992 году, посетив Georgia Institute of Technology, Christopher Klaus развил первую версию Internet Scanner. В 1994 году, Chris Klaus (Крис Клаус) основал ISS, чтобы далее развить и найти рынок сбыта для Internet Scanner. Будучи большим акционером, Chris Klaus (Крис Клаус) занял должность Главного Инженера, пока Tom Noonan занял должность Главного Исполнительного Директора в 1995 году. В 1996 году Bob Davoli, из Sigma Partners, возглавлял первый раунд капиталовложения предприятия в ISS. Первоначальное публичное предложение компании NASDAQ было 23 марта 1998 года.
Последовало дальнейшее производство продуктов в области программного обеспечения безопасности, включая Network Sensor и Server Sensor, которые оба были разработаны собственными силами. В 1998 году ISS приобрела компанию Великобритании March Information Systems, и провела ребрендинг своей продукции Security Manager на System Scanner. Примерно то же время ISS приобрела компанию DbSecure, основанную Эриком Гонсалесом и Аарон C. Ньюманом, чтобы добавить решение безопасности базы данных в их продукции. Продукт DbSecure был переименован как Database Scanner. Впоследствии ISS приобрела Network ICE и интегрировала их BlackICE технологии в ассортимент продукции ISS.
В 2004 году Chris Klaus (Крис Клаус) отошел от должности Главного Инженера, чтобы преследовать другие интересы, хотя он оставался значительным акционером и Главным советником по безопасности компании. Его должность Главного Инженера занял Chris Rouland.
23 августа 2006 года, IBM объявила о своем намерении приобрести Internet Security Systems за $1.3 миллиарда. 16 Октября 2006 года сделка была одобрена акционерами ISS

## Продукция
С тех пор IBM, имея ISS, сняла с производства продукт Proventia — многофункциональное устройство обеспечения безопасности. Это произошло по многочисленным жалобам в техническую поддержку на ухудшение качества лицензионного обновления, связанного с этим продуктом.
Текущие и бывшие семьи продукта ISS включают:
- BlackICE
- Internet Scanner
- Network Sensor
- Proventia
- RealSecure
- Secure Log Manager
- Server Sensor
- Site Protector
- System Scanner

В настоящее время[когда?] поддерживаемая продукция включает:
- Endpoint Secure Control
- Enterprise Scanner
- Internet Scanner
- IBM Open Signatures
- IBM Security Network Intrusion Prevention System (IPS)
- Proventia Desktop
- Proventia Management SiteProtector
- Proventia Management SiteProtector Web Console
- Proventia Network Mail Security
- Proventia Network Multi-Function Security
- Proventia Server Intrusion Prevention System for Linux
- Proventia Server Intrusion Prevention System for Windows
- Proventia Web Application Security
- Proventia Web Filter
- Virtual Server Protection for VMWare

## Местоположение
IBM Internet Security Systems — штаб-квартира компании находится в Sandy Springs, недалеко от города Atlanta (Georgia, USA). До конца 2003 года компания имела значительное развитие деятельности в Mountain View (California, USA), Reading (UK) и Sydney (Australia), но все производство было с тех пор перемещено в Atlanta. Компания так же обслуживает офисы продаж во всем мире.
IBM Security Solutions обеспечивает поддержку IBM Internet Security Systems. Офисы технической поддержки есть во всем мире.
- Sandy Springs, вблизи Atlanta (Georgia, USA) (где располагается штаб-квартира IBM Internet Security Systems)
- Brussels, Belgium
- Brisbane, Australia
- Tokyo, Japan
- Bangalore, India
- Hortolandia, Brazil
- Southfield, Michigan, USA
- Toronto, Canada
- Boulder, USA
- Krakow, Poland